# Strumigenys argiola
Strumigenys argiola (лат.) — вид мелких муравьёв трибы Attini (ранее в Dacetini, подсемейство Myrmicinae).

## Распространение и экология
Западная Палеарктика: страны Средиземноморья и Кавказа, в том числе Россия (Нальчик, Кабардино-Балкария). Обнаружен в следующих странах: Португалия, Испания, Франция, Италия, Австрия, Германия, Швейцария, Венгрия, Югославия, Греция, Грузия, Армения, Азербайджан, Россия, Болгария, Румыния, Словакия, Турция (Стамбул).
Экология этого вида еще более неизвестна, чем то, что известно о его ареале. Естественная среда обитания встречается в различных местах с тёплым летом, таких как сухие и полузасушливые луга и сухие сосновые леса. Он также обитает в скалистых структурах и в синантропной среде.

## Описание
Длина желтоватого тела около 2 мм (от 1,8 до 2,1 мм). Усики 4-члениковые. Скапус усика очень короткий, дорзо-вентрально сплющенный и широкий. Мандибулы узкие вытянутые с шиповидным апикодорсальным зубцом. Головапокрыта широкоокруглыми плоскими щетинками. Стебелёк между грудкой и брюшком состоит из двух члеников: петиолюса и постпетиолюса (последний четко отделен от брюшка), жало развито, куколки голые (без кокона). Хищный вид, охотится на мелкие виды почвенных членистоногих.
Согласно современным данным, S. argiola распространяется во время брачных перелётов, которые в основном происходят во второй половине августа, когда температура воздуха составляет не менее 23 ° C. Само спаривание происходит только на земле, тогда как матки позже распространяются на крыльях.

## Классификация
Вид был впервые описан в 1869 году итальянским мирмекологом Карло Эмери (C.Emery) по материалам из Италии под первоначальным названием Epitritus argiolus Emery, 1869. С 1998 года включался в состав рода Strumigenys (Baroni Urbani, 1998), в 1999—2007 включался в род Pyramica (Bolton, 1999) и с 2007 года снова в составе рода Strumigenys (Baroni Urbani & De Andrade, 2007).
Вид включён в состав комплекса Strumigenys argiola-complex из видовой группы Strumigenys argiola group вместе с 6 восточно-палеарктическими и ориентальными видами (Strumigenys hexamera, Strumigenys hirashimai, Strumigenys lachesis, Strumigenys sinensis, Strumigenys tisiphone), но у них 6-члениковые усики (хотя иногда 2-й и 3-й членики жгутика редуцированы у S. lachesis), а не 4-члениковые как у argiola; также все эти виды имеют менее чем 4 преапикальных зубчика на каждой мандибуле и имеют плотное орбикулярное опушение на промезонотальном дорзуме.